# Djebel Rihana-Djebel Goulèbe
La réserve du djebel Rihana-djebel Goulèbe (arabe : جبل ريحانة - جبل غولاب) est une réserve naturelle créée en 2010 et couvrant une superficie de 2 000 hectares autour des deux montagnes éponymes, dans le gouvernorat de Sidi Bouzid, au centre de la Tunisie.